# Damien Ledentu
Damien Ledentu est un arbitre international français de football né le 10 décembre 1968 à Châlons-en-Champagne.
Il a été nommé arbitre de la Fédération en 1996. Damien Ledentu a pris sa retraite arbitrale en août 2011.

## Biographie
Il fut très médiatisé lors du match Metz-Valenciennes comptant pour le Championnat de Ligue 1, le 16 février 2008. Après qu'un joueur valenciennois, Abdeslam Ouaddou, soit monté dans les tribunes pour s'expliquer avec un supporter lui ayant proféré des insultes racistes, il lui inflige un carton jaune pour avoir quitté l'aire de jeu sans son autorisation. 
Pourtant, le règlement de la FIFA indique que l'arbitre doit arrêter le match jusqu'à nouvel ordre dans le cas d'insultes racistes envers un joueur. L'attitude de M. Ledentu a été vivement critiquée dans l'univers footballistique.
| Saison    | Compétitions      | Nbre de matchs | Cartons jaunes | Cartons rouges |
| --------- | ----------------- | -------------- | -------------- | -------------- |
| 2006-2007 | Coupe de la Ligue | 1              | 5              | 0              |
| 2006-2007 | Ligue 1           | 15             | 52             | 2              |
| 2006-2007 | Ligue 2           | 7              | 25             | 2              |
| 2007-2008 | Coupe de la Ligue | 2              | 4              | 0              |
| 2007-2008 | Ligue 1           | 16             | 50             | 3              |
| 2007-2008 | Ligue 2           | 5              | 9              | 0              |
| 2008-2009 | Coupe de la Ligue | 2              | 5              | 0              |
| 2008-2009 | Ligue 1           | 17             | 62             | 3              |
| 2008-2009 | Ligue 2           | 3              | 7              | 1              |
| Total     |                   | 68             | 219            | 11             |